# 丹尼爾·戈特利布·施泰貝爾特
丹尼爾·戈特利布·施泰貝爾特（德語：Daniel Gottlieb Steibelt，1765年10月22日—1823年9月20日）是一名德國鋼琴家與作曲家。其作品主要都在巴黎和倫敦完成。

## 生平
施泰貝爾特於柏林出生，並跟隨約翰·菲利普·基恩貝格爾學習音樂，直到其父親強迫他加入普魯士軍隊。然而他卻無心從軍，而後便以流浪鋼琴家的身分遊走各地，直到1790年才於巴黎定居。在那裡，他為瑪麗·安東妮所做的鋼琴奏鳴曲La Coquette使他獲得了大師級的聲望。1793年，他的第一部歌劇《羅密歐與茱麗葉》於費多劇場上演，這被許多人認為是他在藝術上最為原創和成功的作品，包括浪漫樂派作家白遼士都曾給過高度的評價。
施泰貝爾特開始在巴黎和倫敦之間舉辦鋼琴演奏，並引起了很大的關注。1797年，他在J.P.薩洛蒙的音樂會上演出。1798年，他創作了他的第3號E大調協奏曲，其中包含了以顫音為特徵的《風暴迴旋曲》，後來變得非常受歡迎。次年，施泰貝爾特開始在德國進行職業性的巡迴演出。在漢堡，柏林，德累斯頓和布拉格取得一些成功之後，他於1800年3月底抵達維也納，據傳他在那裡與貝多芬進行了一場技巧性的比試。費迪南德·里斯－貝多芬的學生兼朋友－曾在37年後寫到了這段故事，貝多芬將施泰貝爾特新作品的大提琴部分的主題即興、胡亂地演奏，並使他衝出房間，誓言再也不踏進維也納一步。然而，里斯却並未出席那場比試。

## 作品節選
1. 劇作
- 羅密歐與茱麗葉（Romeo et Juliette），3幕（1793）
- 阿爾伯特和阿德萊德（Albert et Adelaide），3幕（1798）
- 西風歸來（Le retour de Zephyr），1幕芭蕾舞劇（1802）
- 牧羊人的審判（Le jugement du Berger），3幕芭蕾舞劇（1804）
- La Belle Laitière, ou Blanche Reine de Castille（1805）
- 瑪爾斯的盛宴（La Fête de Mars），間奏曲（1806）
- 皇帝的派對（La Fête de l'Empereur），芭蕾舞劇（1809）
- 愚蠢的騎士（Der Blöde Ritter） (1810）
- Sargines, 3幕歌劇（1810）（此作品很可能非出於施泰貝爾特之手）
- 灰姑娘（Cendrillon）, 3幕歌劇（1810）
- 巴比倫公主（La Princesse de Babylone）, 3幕歌劇（1812）
- 邁達斯的審判（Le jugement de Midas），(1823?）

2. 管絃樂
- 第1號C大調鋼琴協奏曲（1794年於巴黎出版）
- 第2號E小調鋼琴協奏曲（1796?）
- 第3號E大調鋼琴協奏曲「風暴」（L'orage，創作於1798年，1799年於巴黎出版）
- 第4號♭ E大調鋼琴協奏曲（1800?）
- 第5號♭ E大調鋼琴協奏曲 "À la chasse" Op. 64 （創作於1802年，1805年於巴黎出版）
- 第6號G小調鋼琴協奏曲「聖伯納山的旅程」（Le voyage au mont Saint-Bernard，1817年於巴黎出版）
- 第7號E小調鋼琴協奏曲 "Grand concerto militaire dans le genre grec"，伴有兩個樂團（1818年於巴黎出版）
- 第8號♭ E大調鋼琴協奏曲"with bacchanalian rondo, acc. chorus"（創作於1820年，未出版）
- 豎琴協奏曲 (1807)
- 交響樂序曲（Ouverture en Symphonie，1796）
- 若干進行曲與華爾滋

3. 室內樂
- 小提琴（或長笛）與吉他的輪旋曲
- 3首弦樂四重奏，Op. 17（1796年）
- 3首鋼琴五重奏，Op. 28（1797年）
- 6首弦樂四重奏，Op. 34（約1799年）
- 3首吉他與小提琴二重奏，Op. 37
- 3首弦樂四重奏，Op. 49 (1800）
- 3首小提琴奏鳴曲，Op. 69
- 1首鋼琴四重奏
- 26首鋼琴三重奏
- 6首豎琴與弦樂三重奏
- 115首鋼琴與小提琴二重奏
- 6首（雙）鋼琴與豎琴二重奏
- 6首豎琴奏鳴曲
- 36酒神贊歌（bacchanal）和12首娛樂曲（divertissement），由鋼琴、三角鐵與鈴鼓即興演出
- 77首鋼琴奏鳴曲
- 45首輪旋曲
- 32首幻想曲
- 21首娛樂曲
- 12首隨想曲與前奏曲
- 20首混成曲
- 2套小夜曲
- 25首變奏曲
- 16首鋼琴四手聯彈奏鳴曲（其中至少有6首是杜撰的作品）
- 描述性的作品，如凱旋曲、送葬進行曲…
- 華爾滋、舞曲等
- 練習曲，Op. 78

4. 鋼琴入門教材（Methode de Pianoforte ，1805年）
5. 歌曲
- 6首羅曼曲（1798）
- 艾絲黛兒的詠嘆調（Air d'Estelle，1798）
- 30首歌曲，Op. 10（1794）